# منشأة دهشور
قرية منشأة دهشور هي إحدى القرى التابعة لمركز البدرشين في محافظة الجيزة في جمهورية مصر العربية. حسب إحصاءات سنة 2006، بلغ إجمالي السكان في منشأة دهشور 17965 نسمة، منهم 9223 رجل و8742 امرأة.